# اودوریک اهل پوردنون
اودوریک اهل پوردنونه OFM‏ (Odoric of Pordenone) (زاده ۱۲۸۶ – درگذشت ۱۳۳۱)، که به نام‌های ادوریکو ماتیوسی/ماتیوزی (Odorico Mattiussi/Mattiuzzi)، ادوریکوس اهل فریولی (Odoricus of Friuli) یا اردریک اهل پوردنونه (Orderic of Pordenone) نیز شناخته می‌شود، یک برادر روحانی فرانسیسکن و کاشف ایتالیایی اواخر قرون وسطی بود. او به هند، جزایر سوندای بزرگ و چین سفر نموده و سه سال را در پکن سپری کرد. پس از مرگش، او به نمادی از نیایش مبدل شده و در ۱۷۵۵ میلادی آمرزیده اعلام شد.
اودوریک داستان سفرهای خود را به تحریر درآورده و کتیبه‌های آن به زبان‌های لاتین، فرانسوی و ایتالیایی حفظ شده‌است. این کتیبه‌ها حاوی مشخصات صحیح رسومات اجتماعی و دینی مردمان آسیا است. یادداشت‌های او منبع مهمی برای یادداشت‌های جان ماندیویل بود. این امر ثابت شده‌است که بیشتر گزارش‌های خارق‌العاده در ماندیویل در واقع نسخه‌های درهم از یادداشت‌های چشم‌دید اودوریک است.

## زندگی
اودوریک در ویلانوا، یک دهکده کوچک که حالا بخشی از شهر پوردنونه در فریولی است، در حدود ۱۲۸۶ میلادی به‌دنیا آمد. او از خانواده ایتالیایی ماتیوسی بود، یکی از خانواده‌های که با تبعیت از پادشاه بوهم، اوتاکار دوم مسئولیت دفاع از شهر پوردنونه را برعهده داشت. طبق یادداشت دانش‌نامه کاتولیک، اتو هارتیگ می‌گوید که خانواده او اهل چک بود. اندریا تیلاتی در تریکانی می‌گوید که این روایت بی‌اساس است.
بنا بر یادداشت زندگی‌نامه نویس‌های کلیسایی، او در سال‌های اولیه او به پیروی از فرقه فرانسیسکن سوگند یاد کرده و در اودینه، پایتخت فریولی به خانقاه آنها پیوست. در ۱۲۹۶ میلادی، اودوریک به عنوان مبلغ مذهبی به بالکان و پس از آن به مناطق مغول نشین در جنوب روسیه رفت.
اودوریک در آوریل ۱۳۱۸ به سوی شرق اعزام شد. او سفر خود را از پادووا آغاز کرد، از طریق ونیز به قسطنطنیه رفت و پس از عبور از دریای سیاه به ترابزون رسید. از آنجا او به مناطق ارمنستان، سرزمین ماد و فارس سفر نموده و به تبلیغ مذهبی پرداخت. فرقه فرانسیسکن در تمامی این کشورها مراکز مذهبی بنیان‌گذاری نموده بود. او از سلطانیه حرکت نموده و از کاشان و یزد عبور کرد، از آنجا او یک مسیر تا حدودی غیر مستقیم را انتخاب نموده و با گذشتن از مناطق پرسپولیس، شیراز و بغداد به خلیج فارس رسید. او در مشایعت یک برادر روحانی دیگر، جیمز اهل ایرلند، از ملوک هرمز با کشتی به‌سوی هند سفر نموده و در منطقه تانه که در نزدیکی بمبئی واقع شده‌است، فرود آمد.
سنت توماس اهل تولنتینو و سه یاران فرانسیسکن همراه وی چندی قبل در این شهر در جریان یک پرونده خشونت داخلی به دلیل کفرگویی به پیامبر اسلام محمد (ص)، در مقابل قاضی محلی به قتل رسیده بودند. اجساد آنها توسط جوردن اهل سیویراک، مسیحی دومینیکن که چندی قبل آنها را ترک کرده بود و بعداً نخستین اسقف دومینیکن در هند شد، گردآوری گردید. وی آنها را در کلیسای در سوپیرا، در نزدیکی وسائی که حدود ۲۶ مایل از بمبئی فاصله دارد، دفن کرد. اودوریک می‌گوید که او این یادگارهای مقدس را از قبر بیرون کرده و در بقیه سفرش با خود برد. او از تانه به‌سوی ساحل مالابار حرکت نموده و در کدونگالور و کولام توقف داشت. از آنجا، او به سفر خود در اطراف کانیاکوماری الی ساحل کوروماندل ادامه داد. در آنجا، او از کلیسای سنت توماس دیدار کرد. او همچنین از شهر پوری دیدار کرده و نخستین اطلاعات در مورد جشن چاریوتِ خدای هندو، جاگانات را به دنیای غرب فراهم کرد. طبق گزارش خود وی در ۱۳۲۱ میلادی، ادوریک گزارش داد که چگونه مردم «تندیس‌ها» را در ارابه‌ها گذاشته و شاه و ملکه و تمامی مردم آنرا با آهنگ و رقص از «کلیسا» به بیرون می‌آورند.
اودوریک از طریق کشتی جانک هند را به مقصد سوماترا ترک نموده و از بندرگاه‌های زیادی در ساحل شمالی این جزیره دیدن نمود. از آنجا، او از جزیره بزرگ نیکوبار عبور نموده و جاوه، بورنئو و چامپا: 91  دیدار نمود. یکی از یادداشت‌ها در سایت رسمی قلمرو پاپی برونئی دارالسلام بیان می‌دارد که او از بورنئو سفر نموده و احتمالاً در ۱۳۲۵ میلادی به برونئی آمد. او از سیلان به گوانگ‌ژو (او از آن به نام «چین-کلان» یا «ماهاچین» یاد کرد) سفر کرد. از گوانگ‌ژو، او از راه زمینی به بندر بزرگ کوانژو («زیتون») سفر کرد، جاییکه در آن دو خانه از فرقه او تأسیس شده بود. او در یکی از این خانه‌ها بیشتر اجساد باقی‌مانده چهار شهید تانه را دفن نمود، هرچند او سر سنت توماس را در جریان سفر با خود حمل کرد تا اینکه آنرا به زادگاه فرانسیسکن، تولنتینو تحویل داد.
از فوژو، اودوریک با پیمودن مسیر کوه‌ها به چجیانگ رسیده و از هانگژو («کانسای») دیدار نمود. هانگژو در آن زمان یکی از شهرهای بزرگ دنیا بود و ادویک – همانند مارکو پولو، مارینیولی و ابن بطوطه – در مورد شکوه این شهر جزئیات می‌دهد. اودوریک با سفر به‌سوی شمال نانجینگ و عبور از یانگ‌تسه، وارد آبراه بزرگ شده و به سفر خود تا مقر خان بزرگ (احتمال یسون تیمور خان) در خان بالق (مکان امروزی پکن) ادامه داد. او برای سه سال، احتمالاً از ۱۳۲۴ تا ۱۳۲۷ در آنجا ماند. او بدون شک به یکی از کلیساهای که توسط اسقف فرانسیسکن به‌نام جان اهل مونته‌کوروینو که در آن زمان شدیداً کهنسال بود، بنا شده بود وابستگی پیدا کرده بود. او از یانگژو، جاییکه سنگ قبر کاترینا ویلیونی در ۱۹۵۱ میلادی دریافت شد، نیز دیدار کرد.
اودوریک تا پایان ۱۳۲۹ یا آغاز ۱۳۳۰ به ایتالیا بازنگشت؛ اما، با در نظر داشت سال‌های میانی، تمامی آنچه ما می‌توانیم از داستان وی یا سایر شواهد استنتاج نماییم این است که او چندی پس از ۱۳۲۱ (به احتمال قوی در ۱۳۲۲ میلادی) در هند غربی بود و اینکه او سه سال را در میان آغاز سال ۱۳۲۳ و پایان سال ۱۳۲۸ در چین سپری کرد. در یکی از سفرهای وی، کشتی او قریب بود توسط یک تیفون واژگون گردد، اما آنها به‌طور مصون به بولینائو، پانگاستایان در فیلیپین از کشتی پیاده شدند. گفته می‌شود که او در ۱۳۲۴ میلادی در آنجا یک مراسم عشای ربانی برگزار کرد. بر این اساس، این مراسم عشای ربانی حدود ۱۹۷ سال از مراسم عشای ربانی که توسط پیدرو د والدیراما در ۱۵۲۱ میلادی برای خدمه کشتی سفر جهان‌گردی ماژلان برگزار گردیده بود و معمولاً نخستین مراسم عشای ربانی در فیلیپین گفته می‌شود، پیش‌تر انجام شده‌است. با این حال، مورخ ویلیام هینری اسکات پس از بررسی نوشته‌های اودوریک در مورد سفرهای او، نتیجه‌گیری می‌نماید که او هیچگاه به خاک فیلیپین قدم نه نهاده‌است و حتی اگر قدم نهاده باشد، هیچ دلیلی را نمی‌توان برای انجام مراسم عشای ربانی تصور کرد.
اطلاعات روشن در مورد سفر بازگشت اودوریک ارایه نشده‌است. این رهنورد ماجراجو که از طریق زمین از آسیا بازمی‌گشت، ظاهراً با گذشتن از زمین یوحنای کشیش (احتمالاً منگولیا) و منطقه کاسان، به تبت وارد شده و حتی احتمالاً از لهاسا نیز دیدار نموده‌است. پس از آن، ما رد این برادر روحانی را در شمال فارس، در جاییکه او خود آنرا «میلیستورتی» می‌خواند و زمانی به سرزمین قاتل‌های حرفه‌ای (الموت) معروف بوده‌است، می‌یابیم. اطلاعات بیشتری در مورد مسیر او به‌سوی زادگاهش (ونیز) در دست نیست، اما به احتمال زیاد او از طریق تبریز آمده‌است.

### کتابشناسی
- Dāsa, J. P. (1982). Puri paintings: The chitrakāra and his work. Atlantic Highlands, N.J: Humanities Press.
- Mitter, P. (1977). Much maligned monsters: History of European reactions to Indian art. Oxford: Clarendon Press.
- Starza, O. M. (1993). The Jagannatha Temple at Puri: Its architecture, art, and cult. Leiden: E.J. Brill.

 This article incorporates text from a publication now in the public domain:Herbermann, Charles, ed. (1913). "Odoric of Pordenone". Catholic Encyclopedia. New York: Robert Appleton. {{cite encyclopedia}}: Cite has empty unknown parameters: |HIDE_PARAMETER20= و |coauthors= (help)

## ترجمه‌های معروف
- Odoric of Pordenone, translation by Sir Henry Yule, introduction by Paolo Chiesa, The Travels of Friar Odoric: 14th Century Journal of the Blessed Odoric of Pordenone, Eerdmans (December 15، ۲۰۰۱)، hardcover، 174 pages, ISBN 0802849636 ISBN 978-0802849632. Scan at Archive.org.